# Кубанская Колонка
Куба́нская Коло́нка — хутор в Крымском районе Краснодарского края.
Входит в состав Адагумского сельского поселения.

## География
Хутор находится на расстоянии 34 км к северо-западу от города Крымск, административного центра района, и 140 км к западу от города Краснодар, административного центра края.

### Часовой пояс
Кубанская Колонка, как и весь Краснодарский край, находится в часовой зоне МСК (московское время). Смещение применяемого времени относительно UTC составляет +3:00.

## Население
| 1999 | 2002 | 2010 |
| ---- | ---- | ---- |
| 381  | ↗397 | ↘373 |

## Улицы
На хуторе имеется одна улица: Жукова.